# Monteiroa bullata
Monteiroa bullata är en malvaväxtart som först beskrevs av Erik Leonard Ekman, och fick sitt nu gällande namn av Antonio Krapovickas. Monteiroa bullata ingår i släktet Monteiroa och familjen malvaväxter. Inga underarter finns listade i Catalogue of Life.